# Akodon latebricola
Akodon latebricola es una especie de roedor de la familia Cricetidae.

## Distribución geográfica
Se encuentra solo en Ecuador.